# 河内祥輔
河内 祥輔（こうち しょうすけ、1943年10月 - ）は、日本の歴史学者。北海道大学名誉教授、元法政大学文学研究科教授。中世史専攻。

## 来歴
北海道生まれ。1967年東京大学国史学科卒、1969年同大学院修士課程修了、1971年同博士課程単位取得満期退学、東京大学史料編纂所入所、1973年助手、1978年北大文学部助教授、教授、同大学院文学研究科教授、2007年定年退官、名誉教授、法政大学教授。2013年退任。
古代から中世にいたる政治史を専門とし、『古代政治史における天皇制の論理』では通説を批判して陽成天皇の退位は偶然の事故によるもので藤原基経にとっても想定外であったとし、菅原道真が大宰府に流された昌泰の変でも宇多上皇と醍醐天皇に皇位継承を巡る対立があり道真はその犠牲者であったとする説を唱えた。また、『保元の乱・平治の乱』では、従来の説を修正し、鳥羽法皇が崇徳上皇を憎んでいたという説に疑問を唱え、平治の乱の黒幕を後白河上皇とする説を唱えた。また日本史の流れを天皇親政→摂関政治→院政→武家政権→王政復古……と捉えて、武家政権と公家政権を対立する概念として捉える通説を徳川政権及び近代政府における理念上の産物として批判し、古代・中世の政治体制を公家政権・武家政権ともに「朝廷再建運動」を通じて君臣共治の神意に適う国家・朝廷の再生を目指し、その担い手としての自己の正当性確立を目指したとする理論（「朝廷の支配」から「朝廷・幕府体制」への移行）を提示した。

## 著書
- 『古代政治史における天皇制の論理』 吉川弘文館 1986（古代史研究選書）、増訂版2014 ISBN　9784642082600
- 『頼朝の時代 一一八〇年代内乱史』 平凡社選書 1990　
  - 『頼朝がひらいた中世　鎌倉幕府はこうして誕生した』 ちくま学芸文庫 2013
  - 『頼朝の時代　1180年代内乱史』 文春学藝ライブラリー 2021
- 『保元の乱・平治の乱』 吉川弘文館 2002　ISBN　9784642077873
- 『中世の天皇観』 山川出版社「日本史リブレット」 2003
- 『日本中世の朝廷・幕府体制』吉川弘文館 2007 オンデマンド版　2022年10月　ISBN　9784642728638

### 共著
- 『都と鄙の中世史』 石井進編 吉川弘文館 1992。『後三条・白河「院政」の一考察』
- 『新体系日本史 4 政治社会思想史』 宮地正人・藤井譲治・栄沢幸二共編 山川出版社 2010
- 『天皇の歴史 4 天皇と中世の武家』 新田一郎共編 講談社 2011／講談社学術文庫 2018